# Tlacolula de Matamoros
Tlacolula de Matamoros è un comune del Messico, situato nello stato di Oaxaca.